# Кунітаке Аїмі
Кунітаке Аїмі (яп. 國武 愛美; нар. 10 січня 1997) — японська футболістка. Вона грала за збірну Японії.

## Клубна кар'єра
У 2017 році дебютувала в «Нодзіма Стелла Канаґава».

## Кар'єра в збірній
Дебютувала у збірній Японії 29 липня 2018 року в поєдинку проти Бразилії. У 2018 році зіграла 3 матчі в національній збірній.

## Статистика виступів
| Збірна Японії | Збірна Японії | Збірна Японії |
| Рік           | Матчі         | Голи          |
| ------------- | ------------- | ------------- |
| 2018          | 3             | 0             |
| Загалом       | 3             | 0             |